# Bach-St. Urban
Bach-St. Urban je naselje v Občini Sveti Urban v Okraju Trg na Koroškem v Avstriji.